# Бокен (курганы)
Бокен — группа древних курганов в 300—500 м к юго-западу от с. Осбокен Курчумского (Куршимского) района Восточно-Казахстанской области. В 1956 году раскопки велись Восточно-Казахстанской археологической экспедицией (руководитель С. С. Черников), В составе курганов Бокен 57 могильников; диаметров 6—30 м, высоты 0,5—5 м. Из 18 исследованных захоронений, 15 относятся к 5—4 вв. до н. э., 3 — к андроновской культуре. Среди находок — осколки глиняной посуды с орнаментом и другие предметы.